# Dicranota candelisequa
Dicranota (Paradicranota) candelisequa là một loài ruồi trong họ Pediciidae. Chúng phân bố ở vùng sinh thái Palearctic.